# Rödtoppebi
Rödtoppebi (Melitta tricincta) är en art i insektsordningen steklar som tillhör överfamiljen bin och släktet blomsterbin. Den har två underarter, nominatunderarten Melitta tricincta tricincta Kirby, 1802 och Melitta tricincta meridionalis Hedicke, 1933.          

## Beskrivning
Rödtoppebiet har en kroppslängd på 10 till 12 millimeter. Mellankroppen har svart grundfärg med gråbrun päls, och bakkroppen är svart med smala vita hårränder i bakkanterna på tergit 2 till 4, och mörka hårränder på bakkanterna till tergit 5 och 6. Hanen påminner om honan, men är smalare, och behåringen är generellt ljusare och längre. Ett kännetecken för arten är också de typiskt "sågade" antennerna.

## Utbredning
Arten förekommer i Europa från Storbritannien och Iberiska halvön österut via Kazakstan till nordöstra Sibirien, samt norrut till Sverige.
I Sverige finns arten i framför allt i Skåne, men även på Öland, Södermanland och Uppland, samt med något enstaka fynd på Gotland och i Västmanland. Arten är troligen utdöd i Blekinge och Småland.
Den saknas i Finland och Norge, men finns i Danmark på Själland och Saltholm. Den förväntas sprida sig till den konstgjorda ön Pepparholm.

## Ekologi
Rödtoppebiet är ett solitärt bi, det vill säga att det bildar inte samhällen. Honan gräver ensam ut ett bo i vegetationstäckt mark, gärna i tätpackad sandjord eller i lerjord, ofta på kalkgrund. Det består av en nästan vertikal, central gång, från vilken det utgår horisontella sidogångar till en larvcell per gång. Bona anläggs nära växtplatser för näringsväxten rödtoppa.. Hanarna patrulleringsflyger på några decimeters höjd för att locka till sig oparade honor. Som de flesta bin med denna vana sker patrullerandet i god sämja. De involverade hanarna tar inte bara pauser för att dricka nektar tillsammans, de sover även i stora sällskap. Det förefaller som om honorna är monogama, och bara parar sig en gång, med en enda hane.
Flygtiden är slutet av juli till början av september  och arten har bara en generation per år. Habitatet utgörs av lågbevuxen gräsmark med rikligt med näringsväxterna rödtoppor (i familjen snyltrotsväxter). Biet är högt specialiserat i sitt födoval och samlar bara pollen från rödtoppor, som rödtoppa, åkerrödtoppa och gultoppa. Nektar hämtas även den från rödtoppor, men även från ärtväxter som käringtand, sötväpplingar och klövrar, samt från kransblommiga växter som knölsyska och isop.
Boparasit till rödtoppebiet är prickgökbiet, vars larver lever av den insamlade näringen efter det värdägget eller -larven dödats.

## Status
Arten är rödlistad som nära hotad både globalt och i Sverige. Främsta hotet både globalt och i Sverige är minskad tillgång på näringsväxterna rödtoppor, bland annat på grund av ökad användning av bekämpningsmedel, rödtoppor ses ofta som ogräs, byggnation och skogsplantering..